# 大选帝侯号铁甲舰
大选帝侯号是德意志帝国海军建造的三艘普鲁士级铁甲巡防舰的末舰，以勃兰登堡选帝侯腓特烈·威廉的雅号命名。其姊妹舰还包括有普鲁士号和腓特烈大帝号。大选帝侯号自1869年开始在威廉港的帝国船厂架设龙骨，至1878年才竣工；造成其工期漫长的部分原因是当舰上工程已开始后又进行了设计改动。它的主炮原本为安装在中央装甲炮台内的四门260毫米口径箍炮，但在重新设计的过程中被改为置于舰舯一对双座炮塔内。
大选帝侯号在处女航时便遭另一艘铁甲舰威廉国王号意外撞沉。1878年5月31日，这两艘舰与普鲁士号一同穿越英吉利海峡。它们遇到了一群正在航行的渔船；为了规避后者，大选帝侯号不慎侵入了威廉国王号所在的航道并发生碰撞，随即在八分钟内沉入海底。舰上有约269－284名船员溺亡。它的损失引发了一系列对碰撞情况的调查，最终分舰队司令、海军少将卡尔·费迪南德·巴奇和大选帝侯号舰长、海军上校亚历山大·冯·蒙茨均被判无罪。该事件的政治内讧则导致调查委员会主席、时任波罗的海海军站主管的海军少将赖因霍尔德·冯·维尔纳被逐出海军。

## 设计

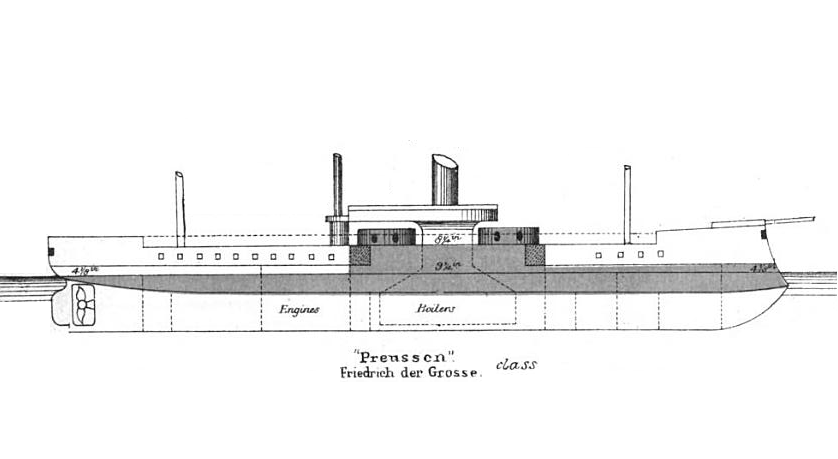
普鲁士级舰只示意图

三艘普鲁士级铁甲舰均是根据1867年的舰队规划而订购——鉴于在普丹战争期间，弱小的普鲁士海军无法突破丹麦海军的封锁，当时的北德意志邦聯议会遂批准了这项舰队规划，以壮大北德意志邦联海军。它们原本是作为炮廓舰订购的，其后又被重新设计为炮塔舰样式；它们是德国舰队中首个统一的铁甲舰船级。
大选帝侯号的全长为96.59米，有16.3米的舷宽和7.12米的前吃水。它由一台三缸单胀蒸汽机提供动力，用以驱动以一副螺旋桨。所需的蒸汽是通过六台筒状燃煤火管锅炉供给，并汇入一座烟囱内。其发动机额定功率为5,468匹公制馬力（5,393匹指示馬力），最高速度为14節（26每小時）。此外，舰只还配备有全帆船具，总表面积达1834平方米。它的标准船员编制为46名军官及454名水兵。
大选帝侯号的主炮为四门260毫米22倍径箍炮，安装在舰舯基线的一对双座炮塔上。竣工时，它还配备有两门170毫米25倍径追击炮，分设于艏艉两端。舰只的装甲由锻铁制成，并以柚木为衬垫。装甲带由两层列板组成；上层列板有203毫米厚，下层列板的厚度范围从102至229毫米不等。两者都衬有234至260毫米的柚木。炮塔的侧部装甲厚度在203至254毫米之间，背衬的柚木则为260毫米厚。

## 建造
大选帝侯号是由德国海军向位于威廉港的帝国船厂订购；自1869年开始架设龙骨，造舰序号为2。当时帝国海军正逐渐摆脱对外国船厂的依赖，因此这是德国本土建造的首批带有旋转炮塔的铁甲舰。该舰于1875年9月17日下水，并于1878年5月6日投入德国舰队使用。它共花费德国政府730.3万金马克。按照最初的设计，大选帝侯号的主炮是布置在一个中央炮台内；当舰只动工后，又被调整设计为安装在一对双座炮塔内。为此，尽管它是同级三舰中第一艘架设龙骨的，但也是最后一艘下水和入役的；当中的另一个原因则是因为它是由新成立且缺乏经验的国营船厂所建造，而其姊妹舰普鲁士号则是由一家经验丰富的商用私营造船厂建造的。

## 沉没

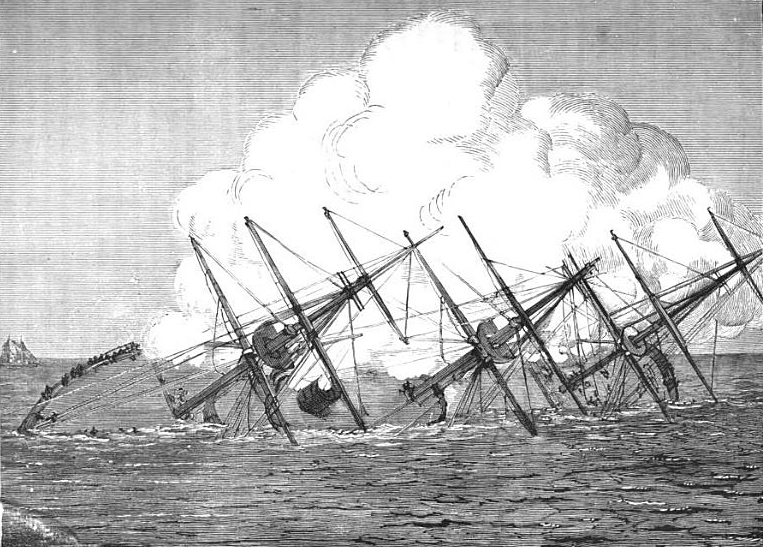
大选帝侯号在处女航时沉没

1878年4月，在海军少将卡尔·费迪南德·巴奇的指挥下，铁甲训练分舰队（即公海舰队的雏形）重新开启了一年一度的夏季集训。大选帝侯号于5月6日入役后便加入了该部队，同在阵中的还有其姊妹舰普鲁士号、腓特烈大帝号和大型铁甲舰威廉国王号。在集结过程中，腓特烈大帝号因在基尔湾擱淺并对船体造成了严重破坏，从而使它无法参加即将到来的训练巡航。另外三艘舰则于5月29日从威廉港出发，驶向英吉利海峡。其中威廉国王号和普鲁士号排成一列航行，大选帝侯号则位于右舷侧。31日上午，这三艘舰在英国福克斯通对开海面突然遇到两艘帆船，迫使威廉国王号和大选帝侯号进行紧急规避。大选帝侯号转向右舷躲避帆船，而威廉国王号试图从两艘船之间穿过，但它和大选帝侯号之间的距离不足。因此，它满舵转向左舷以避开大选帝侯号，但速度不够快；与此同时，大选帝侯号却因为值更官误解了命令也转向左舷。结果，威廉国王号发现自己正对着大选帝侯号，它的舰艏撞角在大选帝侯号的船体上撕开了一个大洞。
为了改善通风条件，大选帝侯号的水密舱壁当时尚未完全封闭，以至于该舰在不到8分钟的时间内便沉没。尽管分舰队的另外两艘舰以及从桑德盖特和福克斯通赶来的船只试图营救船员，但仍造成了大量人员溺亡。遇难人数的统计口径各不相同。据海军历史学家埃里希·格勒纳报道，在500名船员中共有269人于事故中丧生；劳伦斯·桑德豪斯则称有276人遇难；而艾丹·多德森给出的死亡人数甚至为284人。许多遗体最终被安葬在了福克斯通的切里顿路公墓（Cheriton Road Cemetery），并在那里竖立了一座大型纪念碑。英国作曲家在前往巴黎的途中目睹了这一事件，并写道：“我看到了这一切，看着这艘不幸的舰只慢慢沉没，消失在清澈明亮的阳光下，水面像一个平静的湖。场面太可怕了，然后我们看到所有的船只都在四处移动，把幸存者抬到船上，有些人已经精疲力竭了”。获救人员包括有大选帝侯号时任舰长、海军上校亚历山大·冯·蒙茨。
威廉国王号在碰撞中也严重受损，大量的海水从舰艏涌入。其舰长起初打算命令舰只靠岸以防止沉没，但最终决定用水泵将入水控制在可以接受的水平。该舰是由英国建造的，因此可以在朴茨茅斯进行临时修理，以便返回德国。碰撞发生后，德意志帝国海军立即针对分舰队司令巴奇少将、两艘涉事舰只的指挥官蒙茨和屈内上校，以及大选帝侯号的大副克劳萨中尉召开军事法庭，以调查沉船事件。

## 调查
在随后由时任波罗的海海军站主管、海军少将赖因霍尔德·冯·维尔纳主持的调查中，蒙茨作证称，他没有得到足够的时间来熟悉舰只及其船员，船员自己也不熟悉该舰。蒙茨认为，新入役舰只的动员过程应持续四至六周，而不是他所得到的三周。在分舰队离开威廉港的前一天，巴奇也曾向帝国海军部长、步兵上将阿尔布雷希特·冯·施托施抱怨称，大量船厂工人仍在大选帝侯号舰上完成收尾工作。维尔纳及调查委员会最终裁定巴奇存在过错，而蒙茨则无罪。

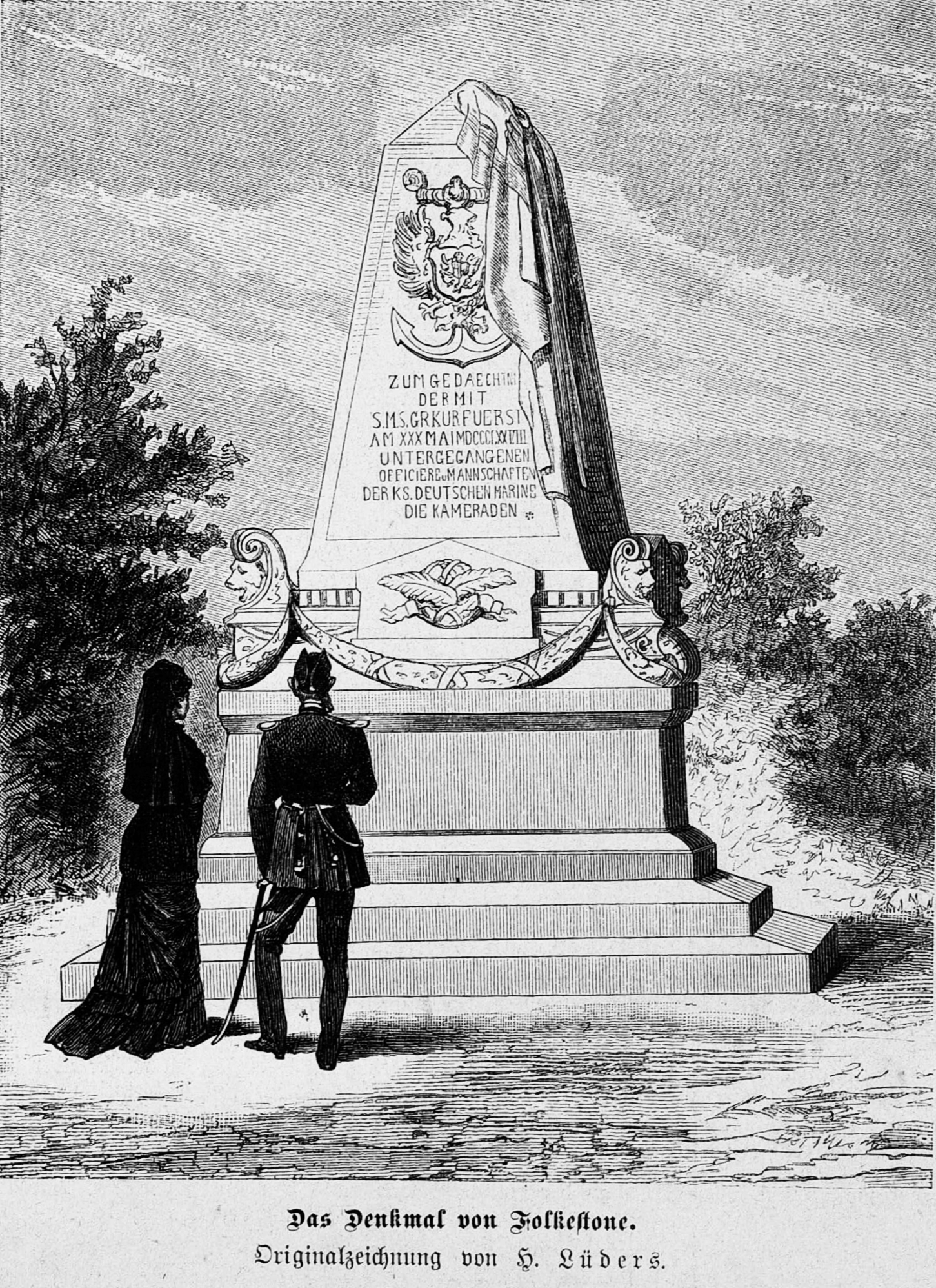
福克斯通的纪念碑插画

施托施对诉讼程序演变成为批评其政策的论坛感到愤怒，并将此归咎于维尔纳。他向德意志皇帝威廉一世提出申诉，称调查不公平地指责了巴奇，并要求为涉案军官设立新的军事法庭。与此同时，施托施发动了一场将维尔纳逐出海军的运动。此举在一定程度上是为了确保其门生巴奇能够在施托施退休后成为他的接班人。尽管维尔纳的声望很高，尤其是得到了威廉一世及腓特烈·威廉皇储的支持，但他还是无法阻挡施托施迫使其下台所作的努力。至1878年10月15日，维尔纳引咎退休。
第二次军事法庭再次裁定巴奇有罪，而蒙茨免于玩忽职守。1879年1月进行的第三次调查则推翻了先前的判决，判处蒙茨1个月零2天的监禁，但德皇拒绝执行这项惩戒。这就需要进行再一场审判，并重新作出最初的判决，判处巴奇监禁6个月。在巴奇服刑两个月后，德皇赦免了他的剩余刑期。施托施对自己的门生承担沉船责任感到失望，他要求再次向军事法庭起诉蒙茨，但后者仍然被判无罪。德皇正式批准了这一判决，从而结束了对大选帝侯号沉船事件的一系列审判闹剧。
沉船事件的另一个后果是导致帝国议会对海军开支的厌恶情绪持续了多年。这种不愿为海军拨款所带来的影响便是，在1880年代的大部分时间里，新造主力舰的所需资金都无法得到批准。此外，由于资金短缺，原本应属于萨克森级成员的奥尔登堡号铁甲舰也不得不大幅削减其设计方案。
在福克斯通的切里顿路公墓竖立有一个巨大的方尖碑，以纪念在大选帝侯号沉船中丧生的生命。在1903年以前，德国人也曾反复考虑打捞沉船的计划。2020年，英格兰历史遗迹协会宣布将纪念碑列为二级保护建筑，而沉船本身也将根据《1979年古迹和考古区域法案》进行安排，允许有条件开展观光潜水，但禁止打捞或移走文物。

## 脚注
注释
1. ↑  SMS表示, 即“陛下之舰”。

引用
1. ↑  Dodson，第14, 20頁.
2. 1 2 3 4  Gröner，第5頁.
3. ↑  Gröner，第5–6頁.
4. 1 2 3  Gröner，第6頁.
5. ↑  Gardiner，第244頁.
6. 1 2  Sondhaus Weltpolitik，第124頁.
7. 1 2 3  Irving，第135頁.
8. ↑  Sondhaus Naval Warfare，第109頁.
9. 1 2  Dodson，第26頁.
10. ↑  Sondhaus Weltpolitik，第126頁.
11. ↑  The New York Times & 1879-01-09.
12. ↑  Sondhaus Weltpolitik，第127–128頁.
13. ↑  Sondhaus Weltpolitik，第128–129頁.
14. ↑  Sondhaus Weltpolitik，第129–130頁.
15. ↑  Sondhaus Weltpolitik，第131–132頁.
16. ↑  Dodson，第30頁.
17. ↑  Sondhaus Weltpolitik，第135頁.
18. ↑  .   [2021-01-15]. （原始内容存档于2021-01-21）.
19. ↑   (PDF).   [2021-01-15]. （原始内容存档 (PDF)于2021-01-21）.
20. ↑  Brown, Mark. . The Guardian. 5 June 2020  [5 June 2020]. （原始内容存档于2021-03-02）.